# Vogue (pjesma)
"Vogue" je prvi singl američke pjevačice Madonne sa soundtracka I'm Breathless za film Dick Tracy. Izdan je 20. ožujka 1990. pod Sire Recordsom. Iste godine se je bio uključen na Madonninu kompilaciju najvećih hitova The Immaculate Collection u obrađenoj verziji, a 2009. se našao na kompilaciji Celebration.

## O pjesmi
Nakon izdanja albuma Like a Prayer i 3 velike uspješnice s albuma - istoimenog singla, "Express Yourself" i "Cherish", te "Dear Jessie" u Europi, pjesma "Oh Father" je malo podbacila na američkoj Hot 100 ljestvici s 20. pozicijom. Da bi osigurali bolju poziciju na ljestvicama za zadnji singl s albuma - "Keep It Together", Madonna je odlučila napisati novu pjesmu koja će se naći na singlu s "Keep It Together". Sa Shepom Pettibineom napisala je "Vogue". Nadahnuće za pjesmu su našli u New York gay klubovima i istoimenom plesu u kojem plesači koriste razne složene pokrete ruku i izvijanja tijela kako bi oponašali njihove najdraže hollywoodske zvijezde i modele s naslovnica modnog časopisa Vogue.
Snimanjem ove pjesme, Madonna je cijelom svijetu prezentirala gay kulturu. Nakon što je predstavila pjesmu Warner Brosu, oni su bili mišljenja da je pjesma predobra da bi se potrošila na B-stranu singla, i da ta pjesma mora biti poseban singl. Iako pjesma nije imala nikav doticaj s filmom Dick Tracy, bila je uključena na album I'm Breathless na kojem su bile pjesme iz filma ili inspirirane filmom.
Madonnini fanovi su 2003. prema Q-Magazine smjestili pjesmu na 14. mjesto najdražih Madonninih pjesama.
Pjesma se našla i u filmu Vrag nosi Pradu i uključena je na istoimeni soundtrack za taj film.

## Uspjeh pjesme
Pjesma je dospjela na vrh ljestvica u nekoliko država. U Ujedinjenom Kraljevstvu je na vrhu zamijenila Snap!-ov The Power i ostala na vrhu 4 tjedna. U prilog tome je pogodovala činjenica da je singl izdan u raznim formatima.
U Sjedinjenim Državama je pjesma zbog snažnog airplaya i prodaje singla debitirala na 39. mjestu Billboardove Hot 100. Šestog tjedna od izdanja je na vrhu ljestvice zamijenila "Nothing Compares 2 U" pjevačice Sinéad O'Connor i ostala na 1. mjestu 2 tjedna. Singl je bio još jedan broj 1 na Hot Dance Club Play ljestvici. Ovo je bio prvi i jedini Madonnin multi-platinasti singl u SAD-u (sve do 2008. i "4 Minutes").
U Australiji je singl izdan kao AA-strana s "Keep It Together" i također se popeo na vrh australske ljestvice najboljih singlova.
"Vogue" je u to vrijeme bio Madonnin najbolje prodavani singl i njen najuspješniji singl u svijetu (preskočivši "Like a Prayer"). Na 1. mjesto je singl dospjeo u 30 zemalja i prodan je u više od 6 milijuna primjeaka. Kao najuspješnije Madonnina pjesma je bila sve do 2005. i izlaska Madonninog planetarnog hita "Hung Up" koji je bio na 1. mjestu u 45 zemalja (svjetski rekord) i prodan u 9 milijuna primjeraka.
Uspjeh singla je uzrokovao veću prodaju I'm Breathless albuma, a sve to kombinirano s Madonninom uspješnom turnejom iz 1990. Blond Ambition World Tour, uzrokovali su veliku popularnost filma Dick Tracy.

## Glazbeni video
Video je režisirao David Fincher a sniman je 9. i 10. veljače 1990. u Kaliforniji. Magazin Rolling Stone ga je proglasio 28. najboljim glazbenim videom svih vremena. Video je cijeli crno-bijeli. Vraća se u Hollywood 1930-ih u stilu Art Deco.
Bilo je i reakcija na video zbog scena u kojima se vide Madonnine bradavice kroz prozirnu bluzu. MTV je želio makniti te scene iz videa, ali Madonna je to zabranila. Na nekim postajama su umjesto tih scena puštali usporene scene iz drugog dijela videa. Video je premijerno prikazan na MTV-u 29. ožujka 1990.
Plesači koji se pojavljuju, su isti oni koji će se Madonni kasnije pridružiti na nadolazećoj Blond Ambition World Tour.
Postoje 2 verzije videa, ona koja se emitira na televizijama i još jedna kojha je 3 minute duža.

## Popis formata i pjesama
US CD Singl
1. "Vogue" (Single Version) - 4:19
2. "Vogue" (12" Version) - 8:25
3. "Vogue" (Bette Davis Dub) - 7:26
4. "Vogue" (Strike-A-Pose Dub) - 7:36

US 12" Singl
1. "Vogue" (12" Version) - 8:25
2. "Vogue" (Bette Davis Dub) - 7:26
3. "Vogue" (Strike-A-Pose Dub) - 7:36

7" Singl (svijet)
1. "Vogue" (Single Version) - 4:19
2. "Keep it Together" (Single Version) - 4:31

UK / EU CD Singl
1. "Vogue" (12" Version) - 8:25
2. "Keep it Together" (12" Remix) - 7:50

UK / EU 12" Singl
1. "Vogue" (12" Version) - 8:25
2. "Keep it Together" (12" Remix) - 7:50

US Kaseta Singl
1. "Vogue" (Single Version) - 4:19
2. "Vogue" (Bette Davis Dub) - 7:26

UK / EU Kaseta Singl
1. "Vogue" (Single Version) - 4:19
2. "Keep it Together" (Single Version) - 4:31

JP 3" CD Singl
1. "Vogue" (Single Version) - 4:19
2. "Vogue" (Bette Davis Dub) - 7:26

## Službene verzije
- "Vogue" (Album Version) 4.49
- "Vogue" (Single Version) 4.19
- "Vogue" (12" Version) 8.25
- "Vogue" (12" Version edit) used in a remix video 8.04
- "Vogue" (Shep's On The Fly Dub) 11.42
- "Vogue" (Bette Davis Dub) 7.26
- "Vogue" (Live at the MTV Video Music Awards 1990) 5.40
- "Vogue" (Live Version from "I'm Going to Tell You a Secret") - 5.31
- "Vogue" (Q-Sound Version from The Immaculate Collection) 5.16
- "Vogue" (Strike-A-Pose Dub) 7.36
- "Vogue" ("4 Minutes Mix" from the "Sticky and Sweet Tour 2008") 4.24

## Na ljestvicama
| Ljestvica (1990)                   | Pozicija |
| ---------------------------------- | -------- |
| Australija                         | 1        |
| Austrija                           | 7        |
| Belgija                            | 1        |
| Europa                             | 1        |
| Francuska                          | 9        |
| Irska                              | 2        |
| Italija                            | 1        |
| Japan                              | 1        |
| Kanada                             | 1        |
| Nizozemska                         | 2        |
| Norveška                           | 1        |
| Novi Zeland                        | 1        |
| Njemačka                           | 4        |
| Švedska                            | 1        |
| Švicarska                          | 2        |
| Ujedinjeno Kraljevstvo             | 1        |
| U.S. Billboard Hot 100             | 1        |
| U.S. Billboard Hot Dance Club Play | 1        |
| U.S. Billboard Rhythmic Top 40     | 1        |
| U.S. Billboard Top 40 Tracks       | 1        |
| U.S. ARC Weekly Top 40             | 1        |

## Live izvedbe
Prvi puta je pjesma izvedena uživo nekoliko dana nakon izdanja i to na Blond Ambition World Tour.
Madonna ju je iste, 1990. izvela i na dodjeli MTV-jevih nagrada 1990. a tu snimku je koristila kao video za kompilaciju glazbenih videa The Immaculate Collection. Madonna i plesači su bili obučeni u stilu 18. stoljeća u Francuskoj. Madonna je glumila Mariju Antoanetu.
1993. je pjesmu izvela na The Girlie Show World Tour u hindu stilu i istočnjačkim zvukovima. 
Pjesmu je 2004. koristila kao pjesmu koja je otvarala koncerte na Re-Invention World Tour. Snimka ovog nastupa je uključena u live album I'm Going to Tell You a Secret.
2008. je ponovno izvela pjesmu na turneji i to njenoj najuspješnijoj do danas - Sticky & Sweet Tour. Ovo je prvi puta od svih nastupa da je pjesmu cijelu pjevala uživo jer je koreografiju prilagodila tome. Prije su koreografije bile prekompicirane da bi pjesmu u potpunosti izvela uživo. Na ovoj turneji je pjesma obrađena s njenim velikim hitom iz te godine "4 Minutes".
Krajem 1990-ih, osnažena izvrsnim recenzijama za album Ray of Light, Madonna je izjavila da više nikada neće izvoditi ovu pjesmu, ali se ipak kasnije predomislila.

## Imena hollywoodskih zvijezda u pjesmi
U pjesmi se u jednom dijelu nabrajaju velike zvjezde 20-ih, 30-ih, 40-ih, 50-ih i 60-ih i to ovim redom:
- Greta Garbo
- Marilyn Monroe
- Marlene Dietrich
- Joe DiMaggio
- Marlon Brando
- James Dean
- Grace Kelly
- Jean Harlow
- Gene Kelly
- Fred Astaire
- Ginger Rogers
- Rita Hayworth
- Lauren Bacall
- Katharine Hepburn
- Lana Turner
- Bette Davis

9 najbrojanih je još bilo živo kada je singl bio izdan: Greta Garbo (umrla za manje od mjesec dana nakon izlaska singla), Marlene Dietrich, Joe DiMaggio, Marlon Brando, Gene Kelly, Ginger Rogers, Lauren Bacall, Katharine Hepburn i Lana Turner. 10 godina kasnije jedini živući su ostali Bacall, Brando i Hepburn. U listopadu 2009. Bacall je još jedina živa od svih zvijezda.

## Vanjske poveznice
- Mad-Eyes.net - "Vogue" Single Page